# مارغريت أير
مارغريت أير (بالإنجليزية: Margaret Ayer)‏ هي رسامة توضيحية وكاتِبة أمريكية، ولدت في 29 يونيو 1894 في بروكلين في الولايات المتحدة، وتوفيت في 24 أبريل 1981 في Castro Valley, California ‏ في الولايات المتحدة.